# Fortificações do Passo do Tonelero

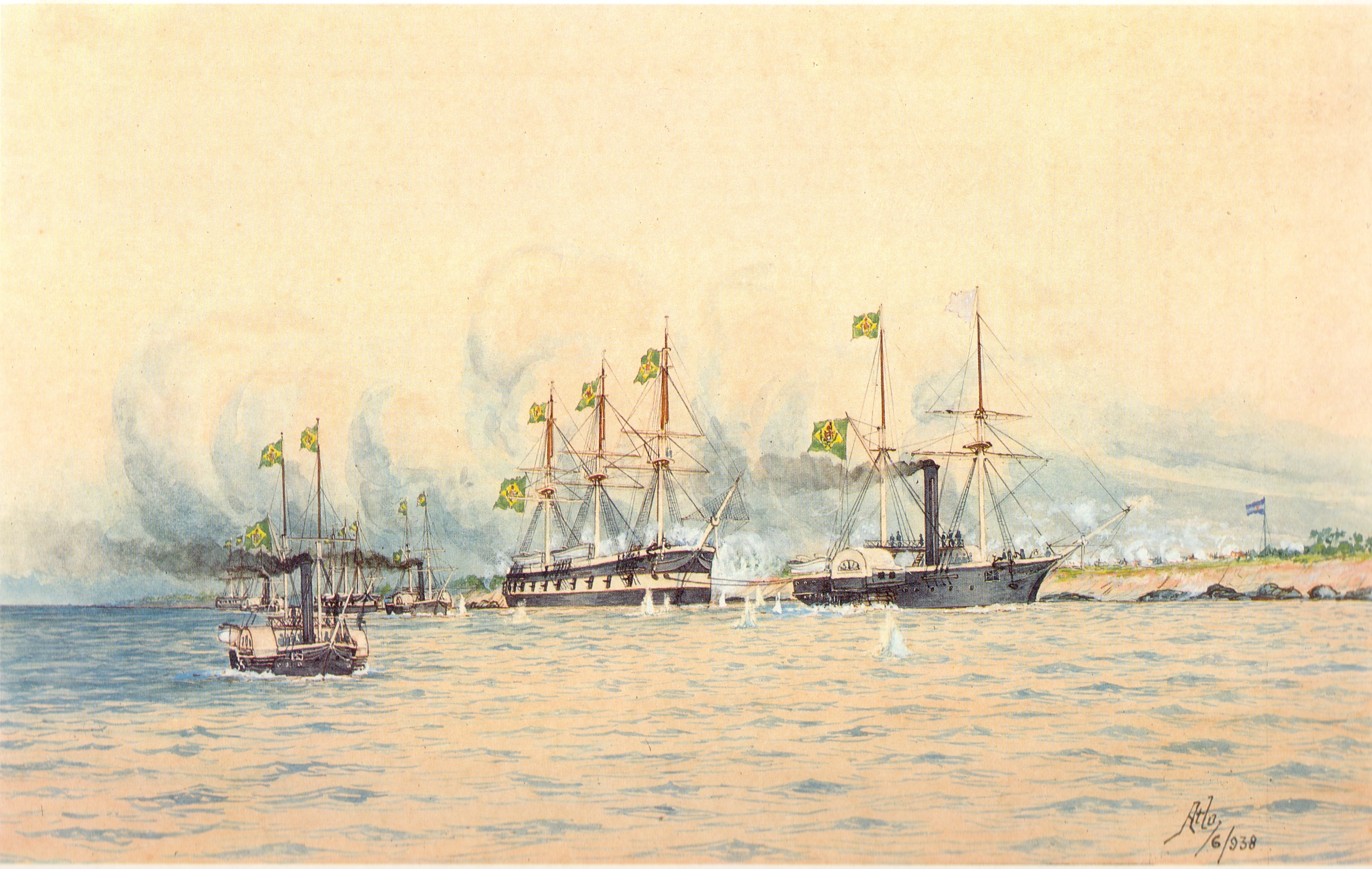
Começo da Passagem.

As Fortificações do Passo do Tonelero localizavam-se na barranca Acevedo, no Passo do Tonelero, em território da República Argentina.
No contexto da Guerra contra Oribe e Rosas (1851-1852), constituíam-se numa posição fortificada na margem direita do rio Paraná, obstando a livre navegação daquele curso. SOARES (1978) descreve-a como um conjunto de fortificações e baterias, guarnecido por um efetivo de dois mil homens sob o comando do General Lucio Norberto Mansilla, e artilhado com dezesseis peças.
Essa defesa foi erguida por determinação do presidente argentino Juan Manuel de Rosas (1793-1877) que, na ótica da diplomacia brasileira, alimentava um projeto político de reconstrução do antigo vice-reinado do Prata (integrado pelos territórios da Argentina, do Uruguai e do Paraguai), ao qual o Império do Brasil se opunha.
Atacado pela Marinha imperial brasileira sob o comando do almirante John Pascoe Grenfell, o mesmo autor assim descreve o episódio:
| “ | (...) Grenfell deu glamour especial ao forcejamento do Passo do Tonelero em 17 de dezembro de 1851, porque a bordo do vapor 'Dom Afonso', sua nave-capitânia, de grande uniforme e condecorações, luneta na mão, impávido e sereno, manteve durante mais de 80 minutos, cerrado fogo e contra-fogo com as baterias do abarrancado de Acevedo, abrindo passagem para sua esquadra integrada pelos vapores 'Dom Afonso', comandado pelo Capitão de Fragata Jesuíno Lamego da Costa (futuro Barão da Laguna), 'Dom Pedro II' (comandado pelo Capitão-Tenente Joaquim Raimundo de Lamare), 'Recife' (comandado pelo Capitão-Tenente Antônio Francisco da Paixão), e 'Dom Pedro' (comandado pelo Capitão-Tenente Vitório José Barbosa de Lomba); e corvetas 'Dona Francisca' (comandada pelo Capitão de Mar e Guerra Guilherme Parker) e 'União' (comandada pelo Capitão-Tenente Francisco Vieira da Rocha) e o brigue 'Calíope' (sob o comando do Primeiro-Tenente Francisco Cordeiro Torres e Alvim). | ” |

Com a vitória brasileira, restabeleceu-se a livre-navegação no rio Paraná, preparando-se o cenário para a batalha final, em Monte Caseros (3 de fevereiro de 1852).